# Разин, Фрол Тимофеевич
Фрол Тимофеевич Разин, известный также как Фролка или Фролко Разин (1630-е — 1676) — донской казак, активный участник и один из лидеров крестьянской войны под предводительством атамана Степана Тимофеевича Разина.

## Биография
Родился в станице Зимовейской на Дону. Младший сын зажиточного донского казака Тимофея Разина (Рази) (ум. 1649/1650). Брат и ближайший сподвижник знаменитого атамана Степана Тимофеевича Разина.
В конце 1660-х годов Фрол Разин проживал в Черкасске, столице Войска Донского. В 1666 году молодой казак Фрол Разин, находившийся в составе казацкой делегации, участвовал в доставке в Москву отписки Войска Донского.
Весной 1670 года во время второго похода С. Разина из Черкасска на Дону на Нижнее Поволжье Фрол выступил вместе со своим старшим братом. Участвовал в походе на Астрахань и Царицын, которые были взяты повстанцами. Из Царицына Фрол Разин с астраханской казной был отправлен на р. Дон.
По поручению Степана Фрол Разин вернулся на земли донских казаков, где возглавил восстание против царского правительства. Фрол Разин должен был возглавить казацкий поход на Слободскую Украину. Ф. Разин с большим отрядом прибыл с Волги в верховьях Дона, где укрепился в Кагальнике. Козловский воевода С. И. Хрущев с тревогой доносил в Москву, что под началом Ф. Разина «казаков тысечи з 2, да 6 пушек…». Дворянин Е. Щербинин был свидетелем того, как «прошли… верх рекою Доном к Коротояку… многие люди в больших стругах и в малых лотках». По его словам, было «тех воровских казаков тысячи с 3 и больши».
В конце сентября 1670 года Фрол Разин во главе большого отряда казаков выступил на город Коротояк. Город защищал сильный гарнизон, состоявший из московских солдат выборных полков, стрельцов и казаков. Однако Фрол Разин осадил город, рассчитывая на поддержку местных жителей. Коротоякский воевода М. Ф. Ознобишин, напротив, не надеялся на них и с тревогой сообщал в Москву, что их нужно «утвердить и обнадежить». 27 сентября гарнизон предпринял вылазку из города и вступил в бой с отрядом Ф. Разина «за речкою Коротояком». Получив подкрепление, ратные люди разбили повстанцев, которые с потерями отступили.
Несмотря на поражение, Фрол Разин не оставил намерения взять Коротояк. Казаки на стругах спустились вниз по Дону, отойдя от Коротояка на некоторое расстояние, разбил лагерь. Оттуда Разин отправил своего представителя Ф. Волчкова на переговоры в Коротояк. Он должен был убедить «градиких людей» не оказывать сопротивление и встретить разинцев «с хлебом да солью». Ф. Волчков был схвачен по дороге в Коротояк, подвергнут пыткам и казнен.
После поражения главных сил повстанцев под предводительством Степана Разина от царских воевод в бою под Симбирском Фрол Разин отказался от попыток занять Коротояк и вернулся на Дон. Здесь братья в апреле 1671 года были взяты в плен старшинско-атаманской верхушкой во главе с К. Яковлевым и выданы царскому правительству.
Фрол Разин был отправлен в Москву, подвергнут пыткам и приговорён к смертной казни. В момент казни Степана Разина Фрол находился рядом и упомянул о важной государственной тайне («слово и дело государево»), тем самым получив отсрочку приговора. После нескольких поездок на Дон тайны никакой не оказалось и в мае 1676 года Фрол был казнен в Москве на Болотной площади там же, где и Степан, по свидетельству иностранца Бальтазара Койэтта, очевидца казни.

## Интересные факты
Среди жителей Воронежской области и кладоискателей существует легенда о спрятанном Фролом Разиным кладе (казны восставших) в реке Воронеж. Никаких официальных подтверждений этому факту нет, однако поверье ежегодно привлекает в окрестности Дивногорья желающих найти клад.